# Jozef Van Hoeck
Jozef Van Hoeck est un auteur dramatique flamand né à Turnhout le 11 novembre 1922 et mort à Jette le 14 juillet 1996.

## Biographie
Jozef Van Hoeck est le fils d'Alphonse Van Hoeck, bourgmestre de sa ville natale et vice-président de la Chambre des représentants.
Après ses humanités chez les jésuites à Turnhout, 
il suit un cursus universitaire en droit à Louvain et Liège et obtient un doctorat en droit en 1945. Il dirige ensuite une revue d'affaires à Bruxelles
.

## Œuvres
Jozef Van Hoeck ne perd jamais son souhait artistique, et il rejoint très vite l'Association artistique et culturelle du Palais des Beaux-Arts de Bruxelles.
La publication, en 1957, de sa pièce  Voorlopig vonnis (Verdic provisoire), lui apporte une audience internationale importante. La pièce est basée sur l'affaire Klaus Fuchs : un physicien allemand quitte sa patrie sous le règne d'Hitler, travaille aux États-Unis à la conception de la première bombe atomique, mais livre aux Russes des informations que les Américains considèrent comme des secrets vitaux, car il a à cœur d'établir et maintenir l'équilibre entre les grandes puissances. Le conflit de conscience fe Fuchs est dans le drame de Van Hoeck un motif important.
Ses autres pièces illsutrent la préoccupation pour l'homme qui pense librement et choisit pour cela de faire des sacrifices:
- Sauternes 1921 (1952), drame familial;
- Appartement te huur, récompensé par le prix d'État pour la scène flamande[Quoi ?] en 1961 ;

- Le procès de Socrate (1966).

D'autres pièces sont plus ironiques, voire sarcastiques, comme De brievenbus (La boîte aux lettres, 1962) ou  De Raad van beheer (Le conseil d'administration, 1964), mais la thématique récurrente reste chez lui les conflits intérieurs en qui cherche et pense sa liberté,  jusqu'à sa dernière pièce, Christine (1974), pièce audio qui met en scène les conversatiins entre un ordinateur et les protagonistes.